# Ozarba melanodonta
Ozarba melanodonta là một loài bướm đêm trong họ Noctuidae.